# Manchester Trophy 1999
Il Manchester Trophy 1999 è stato un torneo di tennis facente parte della categoria ATP Challenger Series nell'ambito dell'ATP Challenger Series 1999. Il torneo si è giocato a Manchester in Gran Bretagna dal 12 al 19 luglio 1999 su campi in erba.

## Vincitori

### Singolare
Igor Gaudi ha battuto in finale  Neville Godwin con il punteggio di 7–6, 6–2

### Doppio
Jeff Coetzee /  Neville Godwin hanno battuto in finale  Jamie Delgado /  Martin Lee con il punteggio di 6–4, 6–2